# Струнке, Никлавс
Никлавс Струнке (латыш. Niklāvs Strunke; 6 октября 1894, Гостынин, Царство Польское, ныне Польша — 13 октября 1966, Рим) — латышский художник, автор картины «Человек, входящий в комнату» (1927), включённой в культурный канон Латвии.
Родился в семье унтер-офицера. Жил в Польше, затем в 1903—1909 годах в Вольмаре, где окончил прогимназию и начал заниматься живописью под руководством Теодора Удера. После этого переехал с семьёй в Санкт-Петербург. В 1909—1911 годах учился в Рисовальной школе Императорского общества поощрения художеств у Ивана Билибина и Николая Рериха. Кроме того, в 1910 году посещал мастерскую Яна Ционглинского, а в 1911—1913 годах занимался в студии Михаила Бернштейна. Затем на год вернулся в Ригу и продолжил обучение в Художественной студии Юлия Мадерниека, начал работать как иллюстратор латышских сказок. После этого снова в Петрограде, возобновил занятия у Бернштейна и Леонида Шервуда.
В 1915 году поступил добровольцем в Шестой полк латышских стрелков для участия в Первой мировой войне. После 1917 года какое-то время находился в Валке и Цесисе, затем снова в Петрограде, откуда по чужим документам выехал в Вильну. В 1919 году после получения Латвией независимости обосновался в Риге и жил в Латвии до 1944 года. Первоначально вошёл в группу художников-экспрессионистов вместе с Екабом Казаком, Романом Сутой, Ото Скулме, Валдемаром Тоне и Конрадом Убансом. Проводил значительное время в поездках по Италии; познакомился с Филиппо Томмазо Маринетти и авторами его круга, Маринетти включил Струнке в свой манифест «Мировой футуризм» (1924). Итальянские симпатии Струнке даже вызвали к жизни предположение, что именно он ввёл в употребление в Латвии итальянское приветствие «Чао!». В 1923 году провёл также некоторое время в Берлине, участвовал в выставках Ноябрьской группы.
В межвоенной Латвии Струнке интенсивно работал как книжный график, особенно много сотрудничая с издательством Valters un Rapa. Среди примерно 700 созданных им обложек книги Александра Чака, Вилиса Плудониса, Анны Бригадере и других видных латышских писателей. Сотрудничая как сценограф с рижскими театрами (в общей сложности около 40 постановок), оформил ряд спектаклей по пьесам Райниса. Создавал также рисунки для продукции рижской фарфоровой фабрики Якоба Карла Ессена. Публиковал статьи и эссе об искусстве под псевдонимом Палменский Клавс (латыш. Palmenu Klavs). В 1933 году был удостоен Ордена Трёх звёзд IV степени.
В 1944 году бежал в Швецию и до конца жизни делил своё время между Швецией и Италией. Персональные выставки Струнке проходили в Карлстаде (1945), Мальмё (1947), Лунде (1948), Стокгольме (1952 и 1962).